# ギルド社会主義
ギルド社会主義（ギルドしゃかいしゅぎ、英語: Guild socialism）は、「公衆との暗黙の契約関係」にある、労働組合と関連するギルドを通じて、産業における労働者の管理を提唱する政治運動である。イギリスで発祥し、20世紀の最初の四半世紀に最も影響力を持った。理論面はG・D・H・コールによって発展し、普及した。ウィリアム・モリスが主導したアーツ・アンド・クラフツ運動の影響を受けている。

## 歴史と発展
ギルド社会主義は、中世のイギリスに存在した職人やその他の熟練労働者のギルドに部分的に触発された。1906年、アーサー・ペンティは『ギルド制度の復興』を出版し、工場生産に反対し、ギルドを通じて組織された職人生産の初期の時代への回帰を提唱した:102。翌年、A・R・オラージュが編集する雑誌『ニューエイジ』は、ペンティが好んだ中世の設定ではなく、現代産業の文脈ではあるが、ギルド社会主義の擁護者となった。
1914年、『ニューエイジ』の主要な寄稿者であったS・G・ホブソンは、『国民ギルド：賃金制度と出口への探求』を出版した。この著作では、ギルドは産業の国家管理や従来の労働組合活動に代わるものとして提示された。ギルドは、既存の労働組合とは異なり、賃金や条件の問題に限定されず、代表する労働者のために産業の管理権を獲得しようとする。最終的に、産業ギルドは、将来の社会主義社会において産業を組織する機関として機能する。
ギルド社会主義者は、「産業の国家所有と、民主主義的な方針で内部的に組織された国民ギルドへの権限委譲による『労働者の管理』を組み合わせることを支持した。国家自体については、意見が分かれており、既存の形態を多かれ少なかれ維持すると考える者もいれば、労働者のギルド、消費者団体、地方自治体、その他の社会構造を代表する連邦機関に変容すると考える者もいた」。
スウェーデン社会民主党の主要な理論家であるエルンスト・ウィグフォシュは、フェビアン協会や、リチャード・ヘンリー・トーニー、レオナルド・ホブハウス、ジョン・アトキンソン・ホブソンなどに触発されたギルド社会主義の思想に触発され、イデオロギー的に近かった。彼は、産業民主主義と労働者の自己管理に関する初期の著作で貢献した。
ギルド社会主義の理論は、G・D・H・コールによって発展し、普及した。彼は1915年に国民ギルド連盟を結成し、『産業における自治』（1917年）や『ギルド社会主義再説』（1920年）など、ギルド社会主義に関するいくつかの本を出版した。第一次世界大戦後、国民建築ギルドが設立されたが、1921年に資金が打ち切られて崩壊した:110。
オラフ・ステープルドンのSF作品は、より「個人主義的」な形態のギルド社会主義が、数百年後の統一された人類にとって自然な結果となることを示唆している。
コールの思想は、英国の論理学者バートランド・ラッセルなどの著名な反権威主義的知識人によって、最初は1918年のエッセイ『自由への道』を通じて推進された。ギルド社会主義に関するコールの著作を取り入れた他の思想家には、経済学者のカール・ポランニー、リチャード・ヘンリー・トーニー、A. R. オラージ、アメリカのリベラル改革者ジョン・デューイなどがいる。
学者であるチャールズ・マスクリエによれば、「G・D・H・コールのリバタリアン社会主義は、このような二重の要件を満たすことによって、リベラルな価値である自律性を制度化するための、時宜を得た持続可能な道筋を提供すると言えるだろう。コールは、『機能的組織を最大限に発展させる』ことのできるような、協調的な行動と調整の形態へと生活の主要な領域を再編成することを通じて、『経済的要因の優越を破壊する』こと（コール 1980, 180）を目指すことで、政治的代表を、高度に複雑で差別化された社会を構成する多様な利益を直接的に認識できるようなシステムへと事実上変えようとしたのである」。